# Henrietta Anna Stuart
Henryka Anna Stuart, fr. Henriette d’Angleterre (ur. 16 czerwca 1644, zm. 30 czerwca 1670) – najmłodsze dziecko króla Anglii – Karola I i Henryki Marii Burbon. Zwana była również jako Minette.

## Życiorys
Po śmierci kardynała Henryka Benedykta Stuarta – ostatniego z linii Stuartów, Jakobici chcieli osadzić na tronie właśnie potomków Henryki Anny. 
Urodziła się w Bedford House, w Exeter, kiedy w Anglii toczyła się wojna domowa. Dwa tygodnie po jej urodzinach, jej matka uciekła z kraju i zostawiła Henrykę Annę pod opieką Lady Villiers. Dziewczynka zobaczyła matkę dopiero po dwóch latach, a w 1649 – kiedy jej ojciec został ścięty, zamieszkała z matką na stałe na francuskim dworze (gdzie królem był Ludwik XIV – bratanek Henryki Marii). 
W 1661, w wieku 17 lat, Henryka Anna poślubiła swojego kuzyna – Filipa I Burbona, księcia Orleanu (brata króla Ludwika XIV). Ślub miał miejsce 31 marca, w kaplicy Palais-Royal – w Paryżu. Małżeństwo to nie należało do szczęśliwych. Filip był chorobliwie zazdrosny o żonę, znęcał się nad nią i wolał towarzystwo mężczyzn niż Henryki Anny - jego faworyci otwarcie z niej kpili. Henryka Anna zaprzyjaźniła się za to z Ludwikiem XIV i stąd pojawiły się plotki, jakoby oni dwoje mieli romans. Użyła swojego wpływu na króla, aby doprowadzić do wygnania jednego z ulubieńców Filipa. Kiedy jedną z jej dam dworu została Ludwika de La Vallière, Henryka Anna odeszła na dworze królewskim w zapomnienie. Ludwik XIV poznał Ludwikę u swojej szwagierki i zakochał się w niej - miał z nią nieślubne dzieci. Natomiast Henryka Anna z kolei zaprzyjaźniła się z Olimpią Mancini, siostrzenicą kardynała Mazarin. Zmarła młodo, a Ludwik XIV wtedy przypomniał sobie o niej i rozpaczał po niej bardziej, niż jej mąż. 
Henryka Anna i Filip Burbon-Orleański byli rodzicami czwórki dzieci:
- Marii Ludwiki Orleańskiej (1662–1689), która w 1679 poślubiła Karola II Habsburga, króla Hiszpanii,
- Filipa Karola, księcia de Valois (1664–1666),
- Marii Anny Orleańskiej (1669–1728), która w 1684 poślubiła Wiktora Amadeusza II, króla Sardynii i Sabaudii,
- córki, która urodziła się martwa (1665).

Henryka Anna czterokrotnie poroniła: w roku 1663, 1666, 1667 i 1668. Pod koniec życia - mimo złego stanu zdrowia – księżna nigdy się nie skarżyła. Po jej śmierci Filip, który potrzebował męskiego potomka, ożenił się po raz drugi, z Elżbietą Wittelsbach.

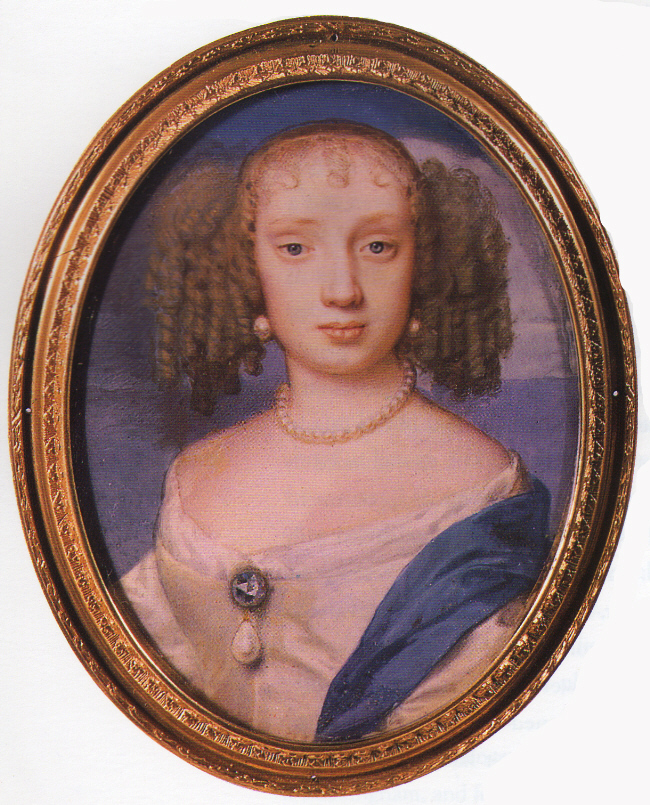
Młoda Minette Stuart